# Ковалёв, Виктор Юрьевич
Виктор Юрьевич Ковалёв (13 февраля 1966, Брянск) — советский и российский футболист, защитник.

## Биография
Воспитанник брянской футбольной школы «Десна». В 1983 году дебютировал в составе брянского «Динамо» во второй лиге. Выступал за команду до 1992 года, с перерывом на службу в армии.
В начале 1993 года перешёл в речицкий «Ведрич», где уже играло несколько футболистов из Брянска. В высшей лиге Белоруссии провёл 16 матчей. Стал финалистом Кубка Белоруссии 1992/93.
Летом 1993 года вернулся в брянское «Динамо», где выступал до конца карьеры. В общей сложности за родную команду сыграл 264 матча в первенствах СССР и России.